# Ševiš
Ševiš (en serbe cyrillique : Шевиш) est un village de Serbie situé dans la municipalité de Prokuplje, district de Toplica. Au recensement de 2011, il comptait 15 habitants.

## Démographie
| 1948 | 1953 | 1961 | 1971 | 1981 | 1991 | 2002 | 2011 |
| ---- | ---- | ---- | ---- | ---- | ---- | ---- | ---- |
| 108  | 107  | 90   | 65   | 55   | 32   | 23   | 15   |

|  |